# 霞會館
一般社團法人霞会館（日语：／ Ippan Shadanhōjin Kasumu Kaikan */?），是日本前華族的聯誼團體，現時所在地址位於東京都千代田區霞关的「霞關大廈」34樓。

## 概要
本團體的前身為華族会馆 （／ Kazoku Kaikan），1947年（昭和22年）日本國憲法施行，第14條第二款規定华族以及其他贵族制度，一概不予承认，因而改名為現今的「霞会馆」。
霞会馆最初是作為旧華族聯誼團體而成立，故此正式成员资格也規範在原華族家庭成年男性家主直系子裔。目前成員约有650個原華族家庭及740人。由於家族继承人是妇女會不合乎資格，日本爵位系统亦被废除，故此在沒有補充新華族下較過往華族廢除前890家萎縮减少。1973年（昭和48年）前已登記会员资格的旧華族夫人或女儿，亦仍可以使用其設施。
原華族成员每年4次聚會。其中包括1月5日的新年晚会（成员资格有限）、6月1日成立周年纪念日和10月7日的明治天皇臨幸日周年宴会，夫人亦容許伴随出席。

## 历史
1872年（明治 5年），河鰭実文和秋月種樹在對英国政治圈贵族考察关注後，返回日本與山內豐誠、正親町公董、平松時厚商討創建華族間團體，到1873年（明治6年）尾成立「麝香間祗候会议」，並在1874年（明治7年）6月正式成立華族会馆。
1927年（昭和2年）從過往1897年起使用的原址鹿鳴館移至霞關，1967年（昭和42年）移入現今地址。亦自1947年改名為霞会館，除了所在地霞關關係，亦因初代館長有栖川宮熾仁親王有「霞堂」的雅稱。

## 組織
- 理事長：
- 常務理事：前田利祐
- 常務理事: 松平宗紀
- 理事：二荒芳彦
- 理事：水野勝之
- 理事：小池正毅
- 理事：小松揮世久

## 相關介紹書籍
- 『選擇』2009年3月号
- 『歷史讀本』2013年10月号

## 附注
1. ↑  . 『毎日新聞』朝刊. 2017年5月31日  [2018年12月6日]. （原始内容存档于2020年12月4日）.

## 外部連結
- 霞会館定款ほか （页面存档备份，存于）
- 国立国会図書館 憲政資料室 華族会館関係文書 （页面存档备份，存于）